# Henrik Celander
Henrik Celander, född 24 december 1952 i Göteborg, är en svensk förläggare och översättare vid Celanders förlag. Celander har översatt titlar av bland andra Tariq Ali, Norman Finkelstein och John Newsinger.
Hans förlag har gett ut översättningar av två romaner av Abdulrazak Gurnah, något som han blev uppmärksammad för i medier när denne vann Nobelpriset i litteratur 2021.